# Вторыгина, Елена Андреевна
Елена Андреевна Вторыгина (род. 17 августа 1957, Архангельск) — российский государственный и общественный деятель, депутат Государственной думы V, VI, VII и VIII созывов, член фракции «Единая Россия», заместитель председателя комитета по вопросам семьи, женщин и детей.
Из-за вторжения России на Украину, находится под международными санкциями Евросоюза, США, Великобритании и ряда других стран

## Биография
Елена Вторыгина родилась 17 августа 1957 года в Архангельске в рабочей семье. Окончила школу № 43 в микрорайоне Первых Пятилеток.

### Образование
В 2000 году окончила Северный институт предпринимательства по специальности «юриспруденция» и Российскую академию государственной службы при президенте РФ (РАГС при Президенте РФ) по специальности «государственное и муниципальное управление».

### Профсоюзная и административная работа
После школы Елена Вторыгина работала лаборанткой. В 1979 году была избрана освобожденным председателем профсоюзного комитета училища № 15, которое, в частности, готовило кадры для Соломбальского целлюлозно-бумажного комбината (СЦБК) в Архангельске. В 1982—1986 годы была методистом в профкоме Соломбальского комбината. В 1988 году была избрана заместителем председателя профкома СЦБК.
В 1990 году Вторыгина была назначена заместителем председателя областного комитета профсоюза работников среднего и малого бизнеса.
В 1990-х годах возглавляла общественную областную организацию «Союз деловых женщин».
В 1999 году по приглашению губернатора Архангельской области Анатолия Ефремова перешла на работу в областную администрацию. В том же году стала председателем созданного Комитета по делам семьи, женщин и детей, занимала этот пост до 2005 года. В занимаемой должности занималась возрождением студенческих строительных отрядов, развитием движения КВН, тренингами и семинарами для молодёжных активистов «Лидеры XXI века». При ней была создана биржа труда и центр патриотического воспитания «Поиск», структуры по делам семьи, женщин и молодёжи во всех муниципальных образованиях области, появилось молодёжное правительство.
Была избрана вице-президентом Ассоциации женщин-предпринимателей России.

### Политическая карьера
В декабре 2004 года была избрана в Архангельское областное собрание депутатов IV созыва, выдвигалась от партии «Родина». Работала в областном собрании на постоянной основе, в 2005 году стала заместителем председателя.
В 2006 году «Родина» вошла в состав образованной партии «Справедливая Россия: Родина/Пенсионеры/Жизнь», которую возглавил Сергей Миронов, а Елена Вторыгина вошла в президиум партии.
В 2007 году Елена Вторыгина выдвигалась в депутаты Государственной думы V созыва в составе федерального списка «Справедливой России», возглавляла региональную группу кандидатов № 34 по Архангельской области. По итогам распределения мест после выборов, прошедших 2 декабря, в парламент не прошла. Однако в том же году, 13 декабря, получила вакантный мандат, когда лидер «Справедливой России» Сергей Миронов отказался от места в Госдуме ради сохранения позиции председателя Совета Федерации. В V созыве думы Елена Вторыгина входила в партийную фракцию и в комитет по делам семьи, женщин и детей.
В марте 2009 года баллотировалась по списку «Справедливой России» в Архангельское областное собрание депутатов V созыва, в октябре 2010 также по партийному списку избиралась в Законодательное собрание Новосибирской области V созыва. В обоих случаях после избрания отказалась от мандата в пользу коллег по партии.
18 мая 2011 года Законодательное собрание Санкт-Петербурга приняло постановление об отзыве Сергея Миронова из Совета Федерации, в результате он лишился должности спикера и места в верхней палате парламента. 24 мая Елена Вторыгина заявила о добровольном сложении своих депутатских полномочий и передаче своего мандата обратно Сергею Миронову (вместе с ней от права на мандат отказался вся региональная группа из ещё 4 человек). По её словам, это для неё стало «делом чести». Решением Центральной избирательной комиссии Сергей Миронов был зарегистрирован депутатом Госдумы 8 июня того же года. В дальнейшем Елена Вторыгина была помощницей Сергея Миронова.
В 2011 году Елена Вторыгина приняла решение баллотироваться в Государственную думу VI созыва. После 1 августа вступила в «Общероссийский народный фронт» (ОНФ), который вместе с «Единой Россией» организовывал праймериз по отбору кандидатов, а уже 11 августа бюро президиума партии «Справедливая Россия» исключило Елену Вторыгину из партии. В сентябре съезд «Единой России» включил Вторыгину вторым номером в партийный список в региональной группе № 32 (Архангельская область и Ненецкий автономный округ). На выборах, прошедших в единый день голосования 4 декабря 2011 года, в Госдуму не прошла — единственным парламентарием стал первый номер группы Владимир Пехтин.
В 2012 году Елена Вторыгина была назначена советником губернатора Архангельской области Игоря Орлова по взаимодействию с регионами Северо-Западного федерального округа.
20 февраля 2013 года после скандала с незадекларированным имуществом Владимир Пехтин сложил с себя полномочия депутата. 3 апреля 2013 года Центральная избирательная комиссия своим постановлением передала Елене Вторыгиной вакантный мандат депутата Госдумы. Была членом фракции «Единая Россия», входила в комитеты по земельным отношениям и строительству (2013), по федеративному устройству и вопросам местного самоуправления (2014—2016).
22 мая 2015 губернатор Архангельской области Игорь Орлов ушёл в добровольную отставку, после чего на единый день голосования 13 сентября 2015 года были назначены досрочные выборы. В июле архангельские региональные отделения сразу двух политических партий — «Российской партии пенсионеров за справедливость» и «Родины» — предложили выдвинуть Вторыгину на пост губернатора, но центральные комитеты партий не согласовали её кандидатуру.
18 сентября 2016 Елена Вторыгина избрана депутатом Государственной думы VII созыва по списку «Единой России» (третий номер в региональной группе № 17, включающей Республику Коми, Архангельскую и Кировскую области, и Ненецкий АО). В Госдуме вошла в партийную фракцию, является заместителем председателя думского комитета по вопросам семьи, женщин и детей.
Елена Вторыгина победила на прошедших в конце мая 2021 года праймериз «Единой России» по Архангельской области по отбору кандидатов для участия в выборах в Госдуму VIII созыва. Была избрана 19 сентября 2021 года по Котласскому одномандатному избирательному округу № 73 депутатом Государственной думы VIII созыва. Набрала 29,4 % голосов (второе место в округе заняла депутат Госдумы Ирина Чиркова от «Справедливой России — За правду», 19,42 %). С 12 октября 2021 года Елена Вторыгина является заместителем комитета Госдумы РФ по вопросам семьи, женщин и детей.

## Законотворческая деятельность

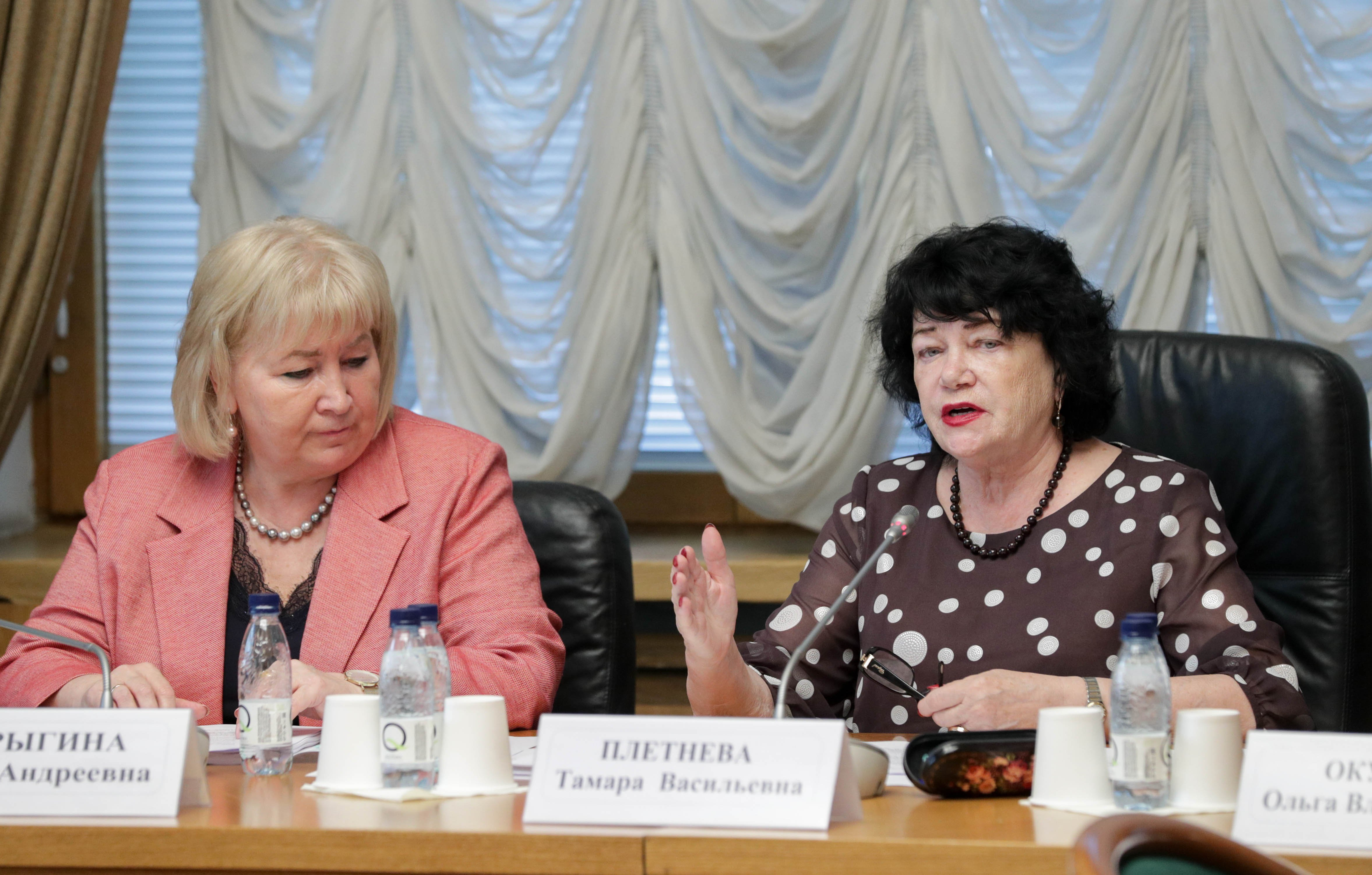
Елена Вторыгина и Тамара Плетнева на заседании Комитета по вопросам семьи, женщин и детей, 2021 год

С 2007 по 2021 год, в течение исполнения полномочий депутата Государственной Думы V, VI и VII созывов, Елена Вторыгина выступила соавтором 167 законодательных инициатив и поправок к проектам федеральных законов. Среди сферы её интересов были вопросы местного самоуправления, земельные отношения и строительство, социальная политика. Наиболее заметными инициативами стали: закон о профилактике домашнего насилия, закон о легализации бэби-боксов и др.

## Санкции
25 февраля 2022 года, на фоне вторжения России на Украину, включена в санкционный список стран Евросоюза в ответ на решение России признать территории Донецкой и Луганской областей Украины и на решение об отправке туда российских войск.
11 марта 2022 года внесена в санкционный список Великобритании «за признание независимости двух сепаратистских регионов в Украине».
30 сентября 2022 года внесена в санкционный список США в ответ на «фиктивные референдумы» и «аннексию территорий Украины российскими оккупационными силами». Государственный департамент отмечает что депутаты единогласно приняли закон о фейках, а некоторые депутаты сыграли ключевую роль в распространении российской дезинформации о войне.
23 февраля 2023 года включена в санкционный список Канады «соратников режима», так как она «голосовала за законодательство связанное с вторжением и попыткой аннексии четырех регионов Украины».
По аналогичным основаниям также находится в санкционных списках Швейцарии, Австралии, Японии, Украины и Новой Зеландии.

## Общественная деятельность
Елена Вторыгина — представитель регионального штаба ОНФ в Архангельской области.
Также она председатель Стратегического совета общественной организации «Союз женских сил» и сопредседатель Совета по консолидации женского движения в России (объединяет женские организации России).
Член бюро постоянного комитета по демократии и правам человека Международного парламентского союза.

## Семья
По первому мужу — Шутова. Замужем, дочери Анна и Ирина.

## Собственность и доходы
Елена Вторыгина декларировала доходы за 2020 год в размере 7 млн 306 тыс. рублей, доходы супруга составили 426 тыс. рублей. Годом ранее доходы супругов составили 5 млн 688 тыс. рублей и 404 тыс. рублей соответственно. Елене Вторыгиной принадлежит квартира площадью 63,4 м². В собственности мужа участок ИЖС 1501 м², жилой дом площадью 31,2 м² и автомобиль Infinity QX80, также у него в аренде два участка земли 1500 и 906 м². В пользовании супругов наёмная квартира на срок полномочий депутата Госдумы площадью 83,9 м².